# Josef Ascanio
Ha vinto tre volte consecutive i campionati tedeschi 76/77/78 ed è stato il primo campione europeo in Italia
Josef Ascanio (30 novembre 1958) è un ex taekwondoka italiano.

## Palmarès
- Europei

Barcellona 1976: oro nei 58 kg
Monaco 1978: bronzo nei 58 kg